# Mestna avtobusna linija št. 59 (Ščečin)
Mestna avtobusna linija številka 59 (Plac Rodła - Wiszesława) je ena izmed dnevnih navadnih avtobusnih linij javnega mestnega prometa v Ščečinu. Povezuje Centrum in Gocław.

## Trasa
Plac Rodła – Matejki – Gontyny – Sczanieckiej – Wilcza – Obotrycka – Bogumińska – Pokoju – Świętojańska – Wiszesława